# Austeria Promnicka w Krakowie
Austeria Promnicka obecnie Zajazd Kościuszkowski – zabytkowy budynek austerii (karczmy), znajdujący się w Krakowie, w dzielnicy IV Prądnik Biały, na Prądniku Białym, przy ulicy Białoprądnickiej 3.
W latach 1546–1548 na Białym Prądniku biskup krakowski Samuel Maciejowski zbudował pałac w stylu włoskiej willi.
W połowie XVIII wieku biskup Andrzej Stanisław Kostka Załuski rozbudował zespół pałacowy dobudowując kolejne budynki. Wtedy też powstał budynek karczmy (austerii). W kartuszu, nad wejściem do budynku, znajdują się do dzisiaj inicjały „PK” pierwszego dzierżawcy karczmy, Piotra Kalickiego. Austerię projektował prawdopodobnie Franciszek Placidi.
Środek budynku stanowiła sień, zamykana drewnianymi wrotami. Na lewo od sieni znajdowały się dwa pomieszczenia szynku, po prawej izby gościnne.
Po pierwszym rozbiorze Austriacy skonfiskowali i rozparcelowali biskupie dobra, a budynek ulegał niszczeniu i w 1910 roku był już ruiną. Przeprowadzono remont, zmieniono przeznaczenie gospody. Po II wojnie został przejęty przez władze i zasiedlony. Po kilku latach zdewastowany budynek wraz z dworkiem przejęło miasto.
Ponownie wykonano remont, ale austeria nadal pełniła funkcje mieszkalne. Podejmowane kolejne próby zmiany sposobu użytkowania budynku kończyły się fiaskiem. Brakowało inwestorów z powodu braku porozumienia z konserwatorem zabytków, co do sposobu użytkowania. W latach 80. XX wieku zaczęto wykwaterowywać mieszkańców.
Po upadku komunizmu w Polsce zaczął się najgorszy okres dla budynku. Pojawił się deweloper z kapitałem zagranicznym, który wykupił karczmę. Planował zbudowanie obok osiedla domów. Doprowadził jedynie do kompletnej ruiny budynku, a zniszczenia dopełniły dwa pożary, w 1998 i 2000.
Dewastacja zabytku stała się podstawą do wywłaszczenia w 2001 roku, na podstawie przepisów o ochronie zabytków.
Miasto zadecydowało o odtworzeniu budynku wg stanu z 1958 roku. Podczas rewaloryzacji okazało się, że większość pierwotnych murów nie nadaje się do wykorzystania. Zostały wyburzone, a następnie odtworzone w pierwotnym kształcie. Oryginalny jest jedynie niewielki fragment obejmujący środkową część fasady oraz piwnice.
Austeria jest obecnie użytkowana przez Centrum Kultury Dworek Białoprądnicki, ma w niej siedzibę Rada Dzielnicy IV.
Nazwa Zajazd Kościuszkowski, jak podaje Michał Rożek, wzięła się z miejscowego podania. Jak gminna wieść niesie, Tadeusz Kościuszko przed bitwą pod Racławicami odpoczywał ze swoimi kosynierami w pobliskim parku.
2 czerwca 1948 budynek został wpisany do rejestru zabytków. Znajduje się także w gminnej ewidencji zabytków.

## Źródła
- Praca zbiorowa, Encyklopedia Krakowa, Wydawnictwo Naukowe PWN, Warszawa-Kraków 2000, ISBN 83-01-13325-2
- Praca zbiorowa, Zabytki Architektury i budownictwa w Polsce. Kraków, Krajowy Ośrodek Badań i Dokumentacji, Warszawa 2007, ISBN|978-83-9229-8-1
- Paweł Dettloff Tak zwany Zajazd Kościuszkowski w Krakowie. Burzliwe dzieje jednego zabytku.
- Michał Rożek, Przewodnik po zabytkach Krakowa, Wydawnictwo WAM, Kraków 2012, ISBN 978-83-7505-661-7